# Kárász Anna
Kárász Anna (Dunaújváros, 1991. szeptember 20. –) olimpiai bajnok, négyszeres világbajnok magyar kajakozó.

## Élete
Szülei már óvodás korában sportolásra ösztönözték, az úszással kezdte, és 10 évesen édesapja ösztönzésére talált rá az igazán neki való sportra, a kajakozásra. A női kajak-kenu válogatott tagja, a 2014-es kajak-kenu vb-n két aranyérmet szerzett.

## Sportpályafutása
Első egyesülete a Dunaferr Sportegyesület, ahol Czere József és Antal Iván nevelőedzői és édesapja megszerettették vele a kajakozást, és megtanították, hogyan tűzzön célokat maga elé, majd hogyan érje el azokat. Kitartásra és szorgalomra ösztönözték, később meg is lett az eredménye. 2007 tavaszán került Hubik András (Dunaferr Sportegyesület) csoportjába, és 2007 őszén sikerült bekerülnie az ifjúsági válogatott keretbe.
2010 őszén a Szegedi Tudományegyetem Gazdálkodás és Menedzsment nappali tagozatos szakára vették fel, onnantól ott folytatta pályafutását Kovács László irányításával, akinek a személyében emberileg és szakmailag egyaránt kiváló edzőre talált. Az egyesületben Janics Natasa olimpiai bajnok mellett pedig egy igazi világklasszis mozdulatait sajátíthatta el.
A 2013-as év végén induló alapozó időszaktól felkészítésébe és edzésébe Tokár Krisztián edző is bekapcsolódott.
2022. december 6-án bejelentette, hogy befejezi a sportpályafutását.

## Elért eredményei
2008-ban a Szegedi Ifjúsági Európa-bajnokságot két aranyéremmel zárta, K–1 500 m-en, valamint K–2 1000 m-en Fónagy Veronikával.
2008 őszén az Európai Olimpiai Reménységek versenyén egy aranyat K–1 500 m-en és egy ezüstöt K–2 1000 m-en szerzett.
2009 januárjában Ausztráliában a fiatalok olimpiai fesztiválján egy ezüstérmet szerzett K–2 1000 m-en és egy aranyérmet K–4 500 m-en, valamint negyedik helyezést K–1 500 m-en.
2009-ben az első válogató versenyen két egyes számban állt rajthoz, 500 és 1000 méteren. Fölényesen sikerült elsőként célba érni mindkét távon, de egy vállsérülés miatt a második válogatón nem tudott indulni, így a világbajnoki álmok szertefoszlottak.
2011-ben a belgrádi Európa-bajnokságon K–4 500 m-en ezüstérmet, majd Zágrábban az U23-as Európa-bajnokságon K–4 500 m-en harmadik helyezést sikerült szerezni.
2012-ben a felnőtt Európa-bajnokságon K–2 1000 méteren Vad Ninettával második helyezést ért el. Ezt követően az U23-as korosztályos Európa-bajnokságról két aranyéremmel tért haza, mindkettőt olimpiai távon sikerült megszerezni, K–2 500 méteren, valamint K–4 500 méteren.
2013-ban az Európa-bajnokságon sikerült felnőttként megszereznie az első aranyérmét K–4 500 m-en.
A világbajnokságra csuklósérülés miatt csak tartalékként jutott ki.
A 2014-es év hozta számára az igaz áttörést.
A hazai válogatókon bizonyította, hogy komolyan számolni kell vele az igen erős női felnőtt mezőnyben is.
A Brandenburgban rendezett Európa-bajnokságon K–2 200 m-en ezüstéremmel és K–4 500 m-en aranyéremmel nyitotta az évadot.
A szegedi U23-as világbajnokságon a K–1 200 m-t és a K–1 500 m-t is aranyéremmel zárta.
A moszkvai világbajnokságról két aranyérmet sikerült elhoznia, a K–2 200 m és K–4 500 m-es számokban.
A tokiói olimpián kajak egyesben 200 méteren 16., a kajak négyessel olimpiai bajnok lett.

## Díjai, elismerései
- Az év legjobb utánpótláskorú sportolója (Héraklész) (2014)[4]
- Az év magyar kajakozója (2015)[5]
- Az év magyar sportolója 3. hely (2015[6])
- A Magyar Érdemrend tisztikeresztje (2021)[7]